# José Antonio Garrido
José Antonio Garrido Lima (Barakaldo, 28 november 1975) is een voormalig Spaans wielrenner. Hij werd op 4 januari 2007 door de Quickstepploeg uit het team gezet, nadat zij 1 renner te veel hadden gecontracteerd.

## Belangrijkste overwinningen
2000
- 8e etappe Ronde van Portugal

2002
- 4e etappe Ronde van Catalonië
- Bergklassement Ronde van Catalonië

## Resultaten in voornaamste wedstrijden
| Jaar | Ronde van Italië | Ronde van Frankrijk | Ronde van Spanje |
| ---- | ---------------- | ------------------- | ---------------- |
| 1999 |                  |                     | 101e             |
| 2002 |                  |                     | 36e              |
| 2004 |                  |                     | 98e              |
| 2005 | 121e             |                     | opgave           |
| 2006 | 134e             |                     | 59e              |